# Euprymna
Euprymna és un gènere mol·luscs cefalòpodes de l'ordre Sepiolida.

## Taxonomia
El gènere Euprymna inclou 11 espècies:
- Euprymna albatrossae Voss, 1962
- Euprymna berryi Sasaki, 1929
- Euprymna brenneri Sánchez et al., 2019
- Euprymna hoylei Adam, 1986
- Euprymna hyllebergi Nateewathana, 1997
- Euprymna megaspadicea Kubodera & Okutani, 2002
- Euprymna morsei (Verrill, 1881)
- Euprymna penares (Gray, 1849)
- Euprymna scolopes Berry, 1913
- Euprymna stenodactyla (Grant, 1833)
- Euprymna tasmanica (Pfeffer, 1884)